# Jiang Jinquan

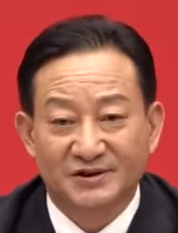
Jiang Jinquan 2021

Jiang Jinquan (chinesisch 江金权, Pinyin Jiāng Jīnquán; * September 1959 in dem Kreis Xishui in der Provinz Hubei) ist ein chinesischer kommunistischer Politiker. Er ist seit Dezember 2021 Direktor des Büros für Politische Forschungen des Zentralkomitees der KPCh.

## Politischer Werdegang
Jiang studierte an der Hubei Normal Universität chinesische Sprache. Im Januar 1982 war er stellvertretender Direktor der Organisationsabteilung des Provinzkomitees der KPCh in Hubei und besetze anschließend verschiedene Positionen in der KPCh. Während dieser Zeit absolvierte er ein berufsbegleitendes Aufbaustudium in Wirtschaftswissenschaften bei Zhang Peigang an der Universität für Wissenschaft und Technik Zentralchina und erwarb einen Doktortitel in Wirtschaftswissenschaften. Im April 2016 wurde er Leiter der Gruppe für Disziplinarinspektion der Zentralen Kommission für Disziplinarinspektion in der SASAC. 2017 war er an der Ausarbeitung der Parteibeschlüsse für den 19. Parteitag der Kommunistischen Partei beteiligt.
Im Januar 2018 wurde er zum stellvertretenden Direktor des Büros für politische Forschung des Zentralkomitees der Kommunistischen Partei Chinas ernannt. Nachdem Jiang Jinquan zum stellvertretenden Direktor des Zentralen Büros für Politikforschung ernannt worden war, begleitete er Xi Jinping bei mehreren Gelegenheiten zu innenpolitischen Veranstaltungen.
Im Oktober 2020 trat er die Nachfolge von Wang Huning als Direktor des Zentralen Büros für Politische Forschung an.
Er ist Mitglied der 19. Zentralen Kommission für Disziplinarinspektion der Kommunistischen Partei Chinas.

## Werke
- Jinquan Jiang: Study On The China Model: Analysis of Economic Development Path of China. People Press, 1991, ISBN 7-01-008109-3.
- 江金权: 党内批评的艺术. 北京: 党建读物出版社. 1994, ISBN 7-80098-087-1.
- 江金权: 江泽民党建思想研究. 北京: 人民出版社. 2004, ISBN 7-01-004316-7.
- 江金权: 论科学发展观的理论体系. 北京: 人民出版社. 2007, ISBN 978-7-01-006225-9.
- 江金权: “中国模式”研究 中国经济发展道路解析. 北京: 人民出版社. 2007, ISBN 978-7-01-006029-3.
- 江金权: 怎样正确开展批评与自我批评. 北京: 党建读物出版社. 2009, ISBN 978-7-5099-0011-6.
- 江金权: 学习习近平总书记党的建设论述全面从严治党的行动指南. 北京: 党建读物出版社. 2016, ISBN 978-7-5099-0670-5.